# IC 342
IC 342 (også kendt som Caldwell 5) er en spiralgalakse af samme størrelse som Mælkevejen i afstanden 10 millioner lysår i retning af stjernebilledet Giraffen mellem Store Bjørn og Cassiopeia. På trods af sin anseelige størrelse og absolutte lysstyrke gør dens placering bag støvede områder nær den galaktiske ækvator galaksen vanskeligt at observere, hvilket fører til kaldenavnet "Den skjulte galakse", selvom den let kan ses selv med en lille kikkert.
Hvis galaksen ikke var tilsløret af støvet i Mælkevejen, ville den være synlig med det blotte øje. Fordi man ikke ved præcis hvor meget støv, det drejer sig om, er det vanskeligt at bestemme den nøjagtige afstand til IC 342; moderne skøn spænder fra omkring 7 megalysår (forkortet 7 Mly) til omkring 11 Mly.
Galaksen blev opdaget af William Frederick Denning i 1892. Det er en af de klareste galakser i IC 342/Maffei-gruppen, som er en af de nærmeste galaksegrupper til den lokale gruppe, som Mælkevejen er en del af. Astronomen Edwin Hubble troede først, at IC 342 var en del af den lokale gruppe, men grundige undersøgelser viste, at den altså tilhørte en anden gruppe af galakser.
- NGC 6946 er en galakse der ligesom IC 342 er svær at studere på grund af støv i Mælkevejens skive.